# ميغا بيستون (رودوبي)
ميغا بيستون (Μέγα Πιστόν) هي مدينة في رودوبي في مقاطعة فوريا إلادا في اليونان.